# Persépolis Football Club
El Persepolis Football Club (en persa: باشگاه فوتبال پرسپولیس) es un club de fútbol iraní de la ciudad de Teherán, en Irán. Mientras que el nombre original del club es Persépolis, también es llamado Pirouzi (que significa "victoria") en Irán.
El Persépolis es el segundo equipo de Irán con más títulos después del Esteghlal FC. El derbi de Teherán entre Persépolis y su archirrival Esteghlal FC siempre es un duelo seguido muy de cerca y la victoria o la derrota puede serlo todo para ambos equipos.
Además operan un equipo reserva, el Sorkhpooshan Delvar Afzar F.C., que juega en la Liga Azadega. Persépolis FC es un equipo de fútbol perteneciente al Club multideportivo Atlético y Cultural de Persépolis.

## Historia

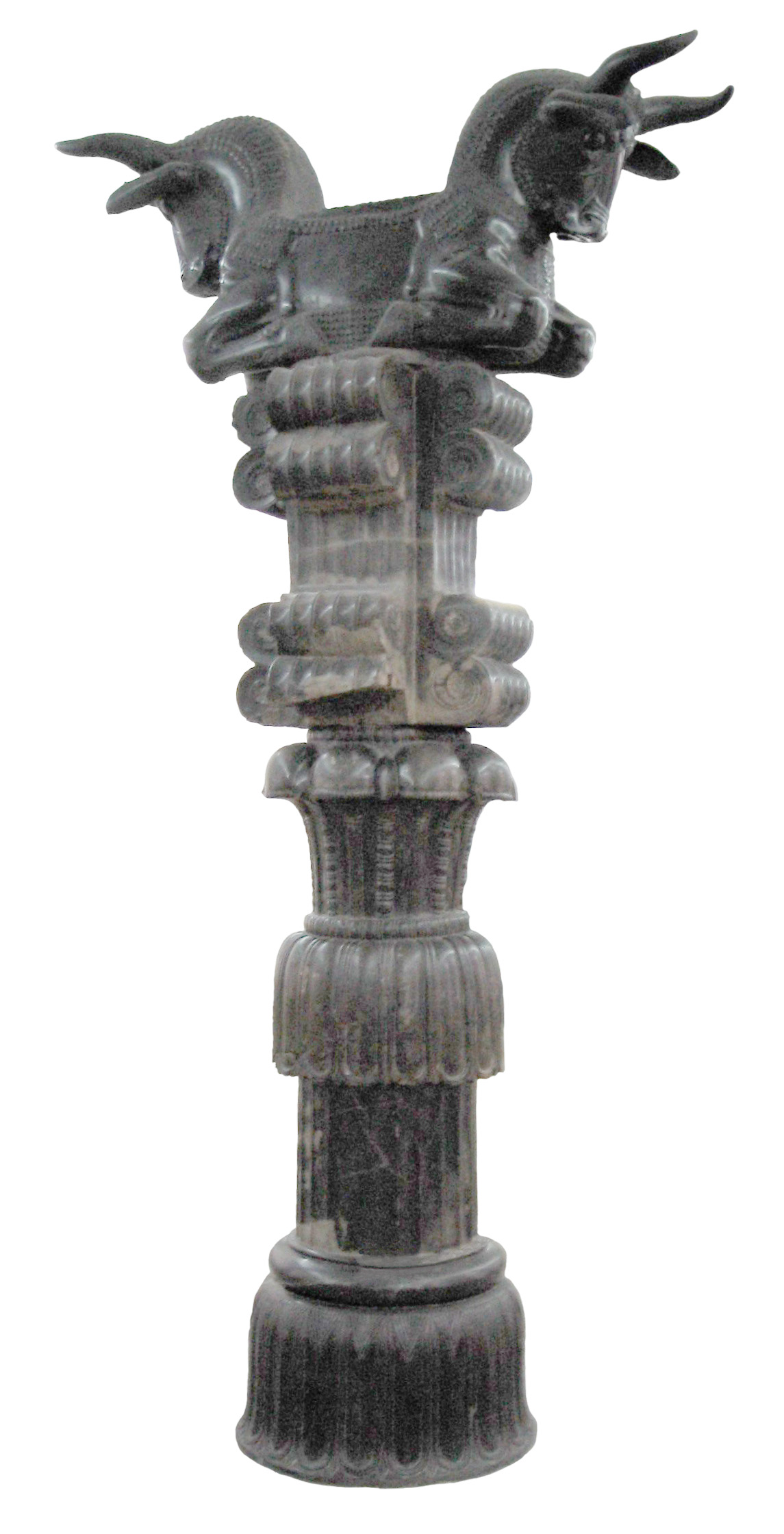
La antigua columna de Persépolis es el símbolo del equipo.

### Fundación del club
Persépolis fue establecido en 1963 por Ali Abdo. En ese tiempo el Club Deportivo de Persépolis tenía equipos de baloncesto, bolos y voleibol. Abdo había llegado a Irán desde los Estados Unidos y era un boxeador campeón. Cuando el club de fútbol fue establecido también, era bastante débil, y participaba en la segunda división del país. El mejor jugador del equipo en ese entonces era Mahmoud Khordbin. Cuando el Shanin FC fue disuelto, algunos jugadores del Shanin se mudaron al Persépolis, gracias a Parviz Dehdari y Masoud Boroumand. El club tenía amistad con el Jam Abadan (un equipo respetado de esa época), y en adelante el resto de los jugadores del Shanin se unieron al equipo también. Persépolis inició la temporada de 1968 con Parviz Dehdari como entrenador. Ese año no hubo competición de liga, ya que muchos equipos se habían disuelto, así que se sostuvo un torneo de 44 equipos, y Persépolis, junto con el Pas FC, el Taj (que fue el primer nombre del Esteghlal) y el Oghab FC, terminó en la parte más alta del grupo.

### Copa Takht Jamshid
En 1969, la Fábrica Universal de Irán fue abierta. El jefe de la fábrica, Mahmoud Khayami, era un gran fanático del Shanin, que tenía un equipo débil. Ali Parvin jugaba para ese equipo en ese entonces. Khayami, que quería promover su nuevo producto, el Paykan (un automóvil), y mejorar a su equipo de fútbol, entró en negociaciones con el Persépolis y pudo conseguir a todos los antiguos jugadores del Shanin excepto por Aziz Asli para formar su nuevo equipo, Paykan Teherán FC. El Paykan ganó el campeonato ese año, pero los nuevos jugadores regresaron al Persépolis después de un año. Persépolis ganó la primera Copa Takht Jamshid en 1970, y ganó otra dos temporadas más tarde.

### Éxito bajo condiciones adversas
Cuando la Revolución iraní estalló, el equipo se desbarató y muchos de los viejos jugadores no regresaron. El Sustrato de Oprimidos y Veteranos (en persa: بنياد مستضعفان و جانبازان) se apoderó del club y lo renombró Azadi ("libertad" en persa). Después de un breve periodo el Sustrato no quiso más al club y fue puesto bajo la responsabilidad del Departamento de Educación Física (en persa: سازمان تربيت بدني) de Irán y lo renombraron Pirouzi ("victoria" en persa), aunque la mayoría de los fanáticos aún lo llaman por su nombre original, Persépolis.
El club solo jugaba en la Liga de Teherán y algunos torneos de eliminación. Persépolis era extremadamente exitoso durante esa época y mantuvo su popularidad al ganar la Liga de Teherán en cinco temporadas consecutivas.

### Revitalización
Los años 1990 fueron una década de ensueño para el equipo, cuatro campeonatos de liga, dos Copas Hazfi, docenas de grandiosos jugadores y un apoyo renovado vieron al equipo recobrar la forma y el espíritu del equipo de los años 1960 y años 1970. En cierto punto más de seis jugadores del Persépolis eran titulares en la Selección de fútbol de Irán.
El equipo inicialmente se colocó de nuevo en el centro de atención al ganar el campeonato nacional en la temporada de 1995-96. En cierto momento de esa temporada estuvieron diez puntos detrás del Bahman FC de Farhad Kazemi, pero fueron capaces de recuperarse y terminar primeros, seis puntos delante del segundo lugar de la liga. Lograron ganar la liga el año siguiente también, de nuevo terminando seis puntos delante del subcampeón. Fueron detenidos por un equipo surcoreano, los Pohang Steelers, en las semifinales de la Copa de Campeones de Asia, pero terminaron terceros al derrotar al Al-Zawraa de Irak en el partido por el tercer lugar.
La temporada siguiente mostraron un buen desempeño también, pero debido a sus compromisos en la Copa de Campeones de Asia y el gran número de jugadores de selección nacional que tenían, se retiraron de la liga. La mala calendarización y administración tanto de los oficiales de la  Federación de Fútbol de la República Islámica de Irán como de la Confederación Asiática de Fútbol llevaron a este acto improfesional. Pudieron haber ganado posiblemente un tercer campeonato consecutivo, pero no fue posible. Persépolis tampoco tuvo mucha suerte en la Copa de Campeones de Asia, ya que fueron derrotados nuevamente en semifinales, esta vez por un club chino, el Dalian Wanda. También perdieron el partido por el tercer lugar contra el Al-Hilal.
Los equipos de Persépolis de 1996-97 y 1997-98 son considerados por muchos entre los mejores clubes iraníes que jamás hayan jugado. Jugadores de selección nacional y futuras superestrellas como Ahmadreza Abedzadeh, Khodadad Azizi, Karim Bagheri, Ali Daei, Mehdi Mahdavikia, Mehrdad Minavand y muchos otros estuvieron entre los jugadores del Persépolis en esos años.
Después de la Copa Mundial de Fútbol de 1998, muchos de los mejores jugadores del Persépolis fueron transferidos a clubes europeos, pero el Persépolis fue capaz de mantener una escuadra talentosa. Los futuros miembros de la selección nacional, Ali Karimi y Hamed Kavianpour se unirían al equipo en esos tiempos, deslumbrando a muchos con su habilidad y facilidad para desenvolverse en el terreno de juego. Ganaron el campeonato de 1998-99 al igual que la Copa Hazfi esa temporada. También ganaron el campeonato de liga de 1999-2000, y terminaron terceros de nuevo en la Copa de Campeones de Asia. Este sería su último campeonato en la era de la Liga Azadega.
La mayoría de los títulos ganados en esa época fueron conseguidos mientras Ali Parvin era el director técnico, y Amir Ali el presidente. Mientras que ellos ayudaron a ganar muchos trofeos para Persépolis, mucha gente está de acuerdo en que con la cantidad de talento que tenían, cualquier otro resultado habría sido una sorpresa.

### Era de la Liga Premier Iraní

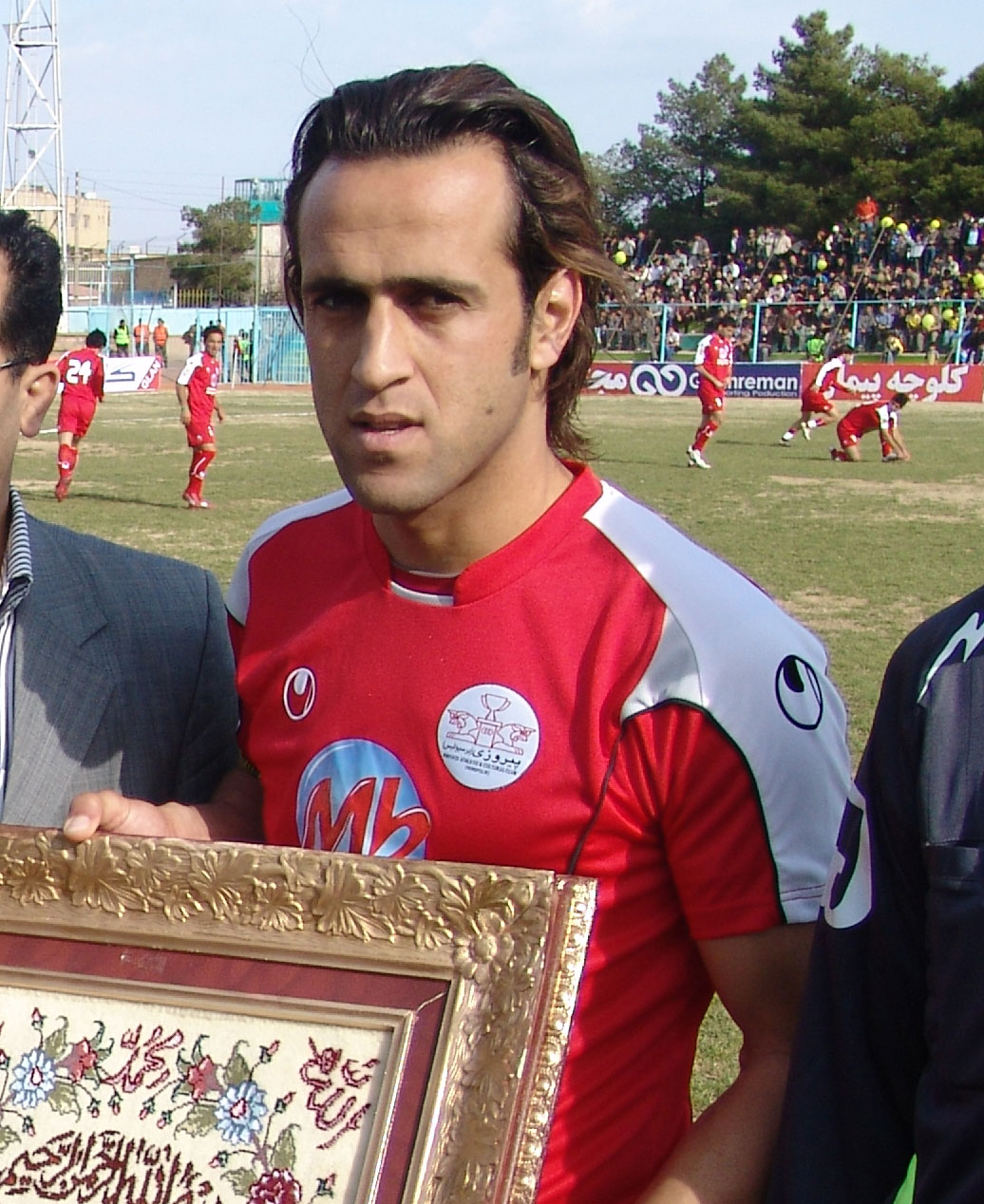
El futbolista internacional Ali Karimi, uno de los más importantes que han pasado por el club persa.

Persépolis entró a la recién establecida Liga Premier Iraní buscando dominar de nueva cuenta, pero cerca del final de la temporada estaban en una carrera muy cerrada con su rival el Esteghlal. La derrota del Esteghlal y la victoria del Persépolis en la última fecha de la liga le dieron a Persépolis otro título. Su campeonato en la temporada 2001-02 los convirtió en los primeros campeones de la LPI. La siguiente temporada, sin embargo, fue el inicio de la caída de este equipo. La temporada de 2002-03 resultó ser extremadamente difícil y Persépolis terminó tercero, y nunca lograron estar cerca de los eventuales ganadores, Sepahan. También fracasaron en la recién creada Liga de Campeones de la AFC, ya que no pudieron avanzar más allá de la fase de grupos.
Cuando Akbar Ghamkhar tomó las riendas del club como presidente, hizo una serie de promesas, insistió en que ayudarían al equipo a recobrar su vieja forma. Hizo los salarios de los jugadores y del cuerpo técnico conocidos públicamente, lo que molestó severamente a Parvin quien ganaba más que ningún otro jugador en el club. Ghamkhar contrató a Vinko Begović, y continuó con una juerga de gastos, comprando varios prominentes jugadores. Persépolis inició muy bien la temporada 2003-04 pero eventualmente decayeron, al aparecer rumores de discordia en el equipo. Begovic dejó al club y el entrenador alemán Rainer Zobel tomó su lugar. Muchos se preguntaban si Zobel o Parvin tomaban las decisiones, ya que Parvin había sido comprado de nuevo, tomando la posición de director técnico. La temporada de 2004-05 fue otra vez decepcionante al terminar el club quinto en la tabla de posiciones.
Ghamkhar fue reemplazado por Hojatollah Khatib. Él decidió traer de nuevo a Parvin. Al mismo tiempo los grandes problemas financieros del Persépolis comenzaron a aparecer y Khatib no fue capaz de reparar o detener los daños que los gastos libres de Ghamkar habían causado. Persépolis terminó la temporada de 2005-06 noveno, el lugar más bajo en el que jamás habían quedado. Parvin había dejado el club en febrero de 2006, jurando nunca regresar al Persépolis de nuevo. Había decidido irse después de una derrota con el Fajr Sepasi en el Estadio Azadi, por marcador de 4-2. Después de ese partido, los fanáticos empezaron a insultar a Ali Parvin y a los jugadores.
Khatib renunció como presidente y Mohammad Hassan Ansarifar fue elegido por el consejo del club para ocupar el cargo. Aire Haan fue traído como reemplazo, ayudando al equipo a llegar a la final de la Copa Hazfi, pero fue despedido por el club justo antes de que comenzara la temporada de 2006-07 ya que había tenido problemas con la dirección del equipo. El director técnico turco Mustafa Denizli firmó con el equipo el 17 de agosto de 2006.

### Historia reciente

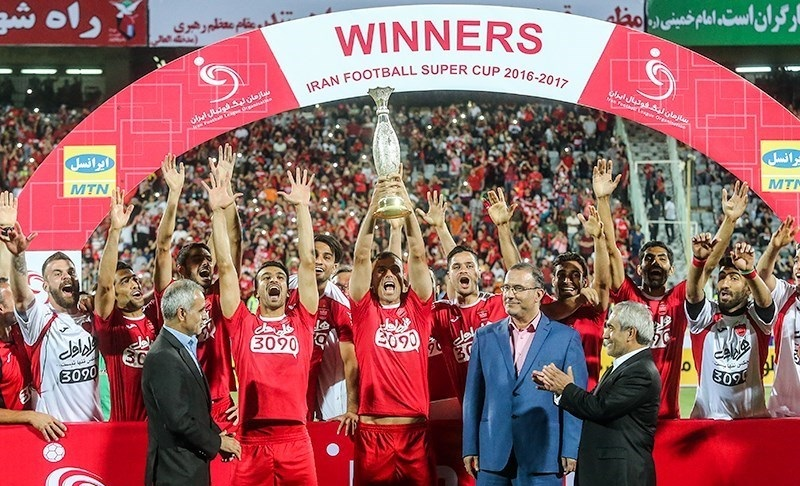
El Persépolis celebrando el título de Supercopa iraní en 2017.

Denizli no pudo ganar la Copa Hazfi en 2006, una copa que el equipo necesitaba para ganar su boleto a la Liga de Campeones de Asia y para recibir sus beneficios financieros. El 19 de septiembre de 2006, la directiva del Persépolis FC y el equipo Sorkhpooshan de la Liga Azadega firmaron un acuerdo, estableciendo al Sorkhpooshan como el equipo reserva del Persépolis. El Persépolis es ahora uno de los pocos clubes en el fútbol iraní que tienen un equipo reserva funcional.
A pesar de los pobres resultados en las últimas temporadas, Persépolis es querido por los aficionados y siempre es un equipo que muchos siguen durante su búsqueda del campeonato de liga.

## Escudo
El Persépolis FC fue nombrado por el famoso sitio histórico, Persépolis. Debido a esto el logo del club incorporó elementos de la localización. El diseño actual, el tercero, muestra dos cabezas de toro unidas a un solo cuerpo tal como en el diseño de una columna en Apadan. El segundo diseño era una versión más detallada del logotipo actual. Más adelante el escudo se volvió más estilizado para formar el que el club usa hoy en día.
El primer diseño del escudo del Persépolis tenía el antiguo símbolo Persa y Zoroastriano, llamado el Faravahar.

## Estadio e instalaciones

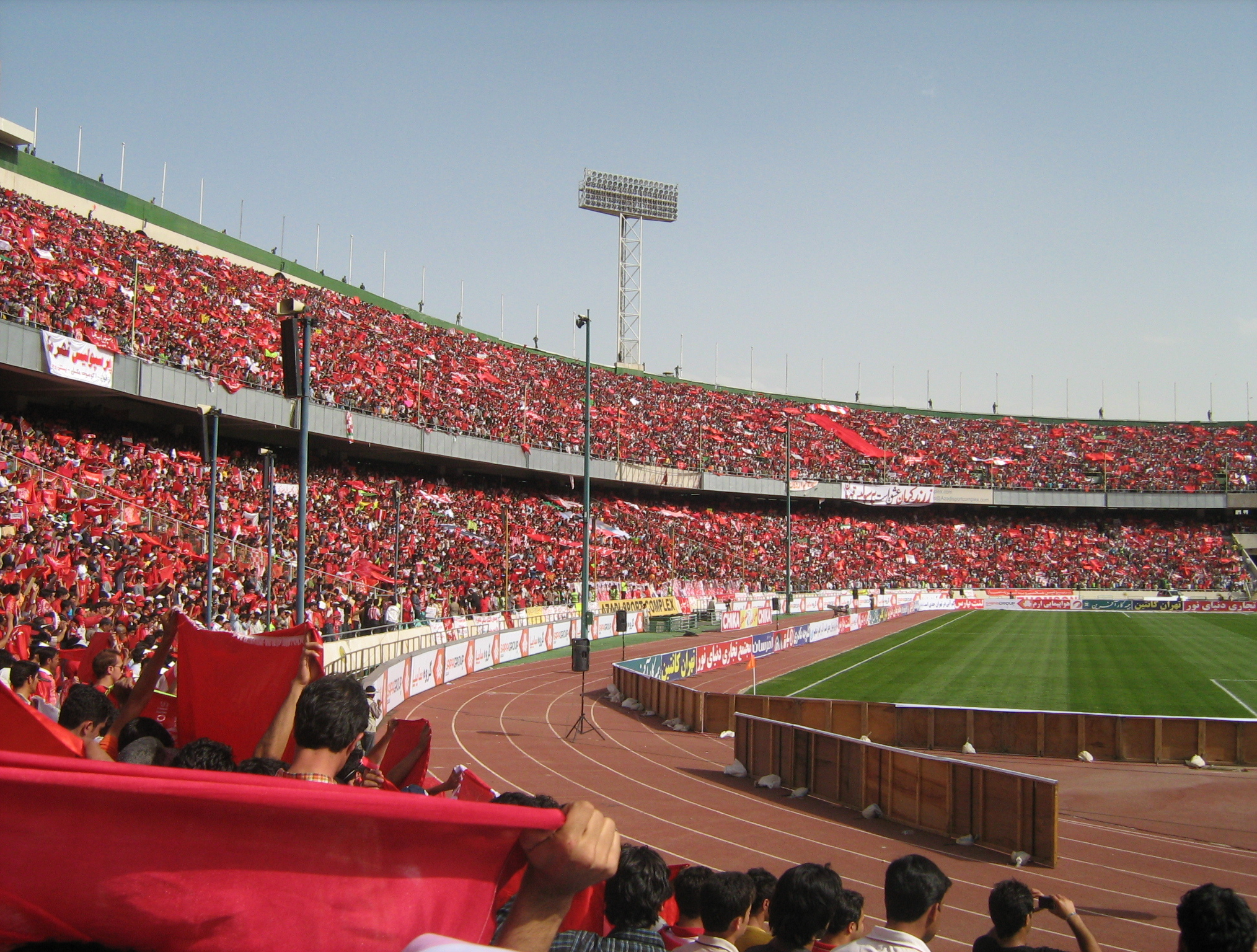
Hinchas del Persépolis en el estadio Azadi.

Cuando el Persépolis FC fue creado, el club deportivo ya tenía algunos edificios que consistían en gimnasios, albercas y mesas de bolos. Ali Abdo compró unas tierras en el área de Ekbatan en Teherán y construyó un estadio ahí. En esa época era conocido como el estadio Apadana. Persépolis jugó solo un juego en ese estadio debido a la mala organización de los asientos y a la falta de cooperación con los otro clubes iraníes. En adelante, el Persépolis solo usó el estadio como campo de entrenamiento.
Después de la revolución, Persépolis tuvo que vender muchas de sus propiedades para mantener al club en funcionamiento debido a la pobre situación financiera y al desinterés general en el deporte durante los años 1980 en Irán. Algunas propiedades fueron donadas al Bonyad Mostazafan (Fundación de los Oprimidos, en persa). Persépolis entrena actualmente en el estadio Kargaran en Teherán.
Antes de la construcción del estadio Azadi, Persépolis jugaba sus partidos en el estadio Amjadieh (ahora estadio Shahid Shiroudi). Han jugado casi todos sus partidos de locales en el estadio Azadi, excepto por la temporada de 2002-03, cuando jugaron todos menos dos partidos de locales en el estadio Takhti de Teherán debido a algunas remodelaciones que se llevaron a cabo en el Azadi.
A mediados de 2006 hubo algunos rumores de que el Persépolis había comprado el estadio Shahre Ghods, pero el trato fracasó debido a la mala situación financiera del Persépolis y la gran distancia entre el centro de la ciudad y el estadio. Esto significa que la única propiedad que el club tiene actualmente, son las oficinas centrales del equipo, construidas en un terreno otorgado al club por la Federación de Fútbol de la República Islámica de Irán.
Los clubes jóvenes del Persépolis entrenan y juegan sus encuentros en el estadio Derafshifar.

## Presidentes
| Periodo                         | Presidente                |
| ------------------------------- | ------------------------- |
|                                 | Ali Abdo                  |
|                                 | Mostafa Makri             |
|                                 | Abbas Vakil               |
|                                 | Golijani                  |
|                                 | Tabatabaei                |
|                                 | Abbas Ansarifar           |
|                                 | Amir Abedini              |
| Octubre de 2001—?               | Ali Mirzaei               |
|                                 | Ali Parvin                |
| Agosto de 2002—julio de 2004    | Akbar Ghamkhar            |
| Julio de 2004—diciembre de 2005 | Hojatollah Khatib         |
| Diciembre de 2005—junio de 2007 | Mohammad Hassan Ansarifar |
| Junio de 2007—                  | Habib Kashani             |

## Palmarés

### Torneos nacionales
- Liga Premier de Irán (16): 1972, 1974, 1976, 1996, 1997, 1999, 2000, 2002, 2008, 2017, 2018, 2019, 2020, 2021, 2023
- Copa Hazfi (7): 1988, 1991, 1999, 2010, 2011, 2019, 2023.
- Supercopa de Irán (5): 2017, 2018, 2019, 2020, 2023.
- Copa Espandi: 1979
- Liga del 17 de Shahrivar: 1989

### Torneos regionales
- Liga Provincial de Teherán (14): 1952*, 1958*, 1959*, 1960*, 1965*, 1966*, 1976*, 1983, 1985, 1987, 1988, 1989, 1990, 1991[7]
- Copa Hazfi de Teherán (9): 1948*, 1949*, 1950*, 1963*, 1978, 1981, 1982, 1985, 1987[7]
- Supercopa de Teherán: 1992[7]

(*) Como Shahin FC

### Torneos internacionales (1)
- Recopa de la AFC (1): 1990-91

- Subcampeón de la Liga de Campeones de la AFC (2): 2018, 2020
- Subcampeón de la Recopa de la AFC (1): 1992-93

### Torneos amistosos
- Copa Internacional Vahdat (Teherán): 1981
- Copa Sharjah: 1995

### Cronología
Esta tabla muestra los logros que tuvo año con año el equipo durante la época de la Liga Premier de Irán.
| Temporada | Liga                 | Posición final en la Liga | Copa Hazfi       | Liga de Campeones de Asia |
| --------- | -------------------- | ------------------------- | ---------------- | ------------------------- |
| 2001-2002 | Liga Premier de Irán | 1° (Campeones)            | Cuartos de final |                           |
| 2002-2003 | Liga Premier de Irán | 3°                        |                  | Primera ronda             |
| 2003-2004 | Liga Premier de Irán | 5°                        | Octavos de final |                           |
| 2004-2005 | Liga Premier de Irán | 4°                        | Octavos de final |                           |
| 2005-2006 | Liga Premier de Irán | 9°                        | Final            |                           |
| 2006-2007 | Liga Premier de Irán | 3°                        | Semifinales      |                           |